# Superlove
"Superlove" é uma canção do cantor Lenny Kravitz, presente em seu álbum Black and White America, lançado em 2011. A música ganhou um remix do DJ e produtor sueco Avicii, sendo lançada como download digital em 29 de maio de 2012 no Reino Unido. A faixa alcançou as paradas de sucesso em países como Bélgica, Hungria, Países Baixos e Reino Unido. Um videoclipe oficial para a música foi disponibilizado no YouTube em 27 de agosto de 2012.

## Faixas
| Digital download |                          |         |  |
| N.º              | Título                   | Duração |  |
| 1.               | "Superlove"              | 5:22    |  |
| 2.               | "Superlove - Radio Edit" | 2:59    |  |

## Desempenho nas paradas
| Parada (2012)                                 | Melhor posição |
| --------------------------------------------- | -------------- |
| Bélgica (Ultratip Bubbling Under de Flandres) | 7              |
| Bélgica (Ultratip Bubbling Under da Valônia)  | 26             |
| Hungria (Dance Top 40)                        | 26             |
| Hungria (Single Top 40)                       | 6              |
| Países Baixos (Single Top 100)                | 25             |

## Histórico de lançamento
| Região      | Data               | Formato          | Gravadora          |
| ----------- | ------------------ | ---------------- | ------------------ |
| Reino Unido | 29 de maio de 2012 | Digital download | Roadrunner Records |